# 大划街道
大划街道，原为大划镇，是中华人民共和国四川省成都市崇州市下辖的一个乡镇级行政单位。2019年12月，撤镇设街道，大划街道办事处驻人和路68号。

## 行政区划
大划街道下辖以下地区：
大划场镇社区、崇镇村、石桥村、德寿村、登田村、灰窑村、划石村、净居村和白果村。